# Presidente Figueiredo
Presidente Figueiredo es un municipio brasileño del interior del estado brasileño del Amazonas, Región Norte del país. Pertenece a la Mesorregión del Centro Amazonense y Microrregión de Río Preto da Eva, se localiza al norte de Manaus, capital del estado, distando de esta 107 kilómetros. Ocupa un área de 25 422,235 km² y su población, estimada por el Instituto Brasileño de Geografía y Estadística (IBGE) en 2015, era de 32 812 habitantes, siendo así el vigesimosegundo municipio más populoso del estado y el más populoso de la Microrregión de Río Preto da Eva. Juntamente con otros siete municipios, integra la Región Metropolitana de Manaus, la mayor región metropolitana brasileña en área territorial y de más populosa de la Región Norte de Brasil.
La BR-174 es la principal carretera existente en la localidad, siendo responsable por interligar el municipio a la ciudad de Manaus, Boa Vista, capital del estado brasileño de Roraima, y al municipio fronterizo de Santa Elena de Uairén, estado venezolano de Bolívar, en Venezuela.
Presidente Figueiredo despuntó para el turismo ecológico en razón de su abundancia de aguas, selva, recursos naturales, cavernas y cascadas. El Ministerio del Turismo catalogó más de cien caídas de agua en el municipio, muchas de ellas explotadas económicamente a través del ecoturismo. Existe en el área urbana y rural una razonable infraestructura turística en expansión. El municipio es más conocido por la hidroeléctrica instalada allí, la usina hidroeléctrica de Balbina, en el distrito del mismo nombre cuyas obras y mantenimiento son responsables de uno de los mayores desastres ambientales en la historia de Brasil.

## Historia
El nombre del municipio homenajea a João Batista de Figueiredo Tenreiro Aranha, primer presidente de la provincia del Amazonas el tiempo del imperio.
Los orígenes del municipio se prenden principalmente a la Nuevo Airão y Itapiranga, de los cuales fue desglosada la mayor parte del territorio que hoy constituye Presidente Figueiredo, así como la Manaus cuya vecindad fue factor influyente en el desarrollo de la región. Los primeros asentamientos poblacionales en esos polos datan de 1657, para el local donde hoy es el municipio de Manaus, y 1668, el local hoy es la sede de Nuevo Airão.
Fue a partir de esos núcleos que se dio la consolidación y ampliación del povoamento del Bajo Río Negro. Integrado en el municipio de Manaus, Nuevo Airão pasa a constituir distrito de capital en 1938, entonces con la denominación simplemente de Airão. Es en 1955 que se da el desmembramento de Manaus, constituyéndose el municipio Autónomo de Nuevo Airão. Paralelamente, en 1952 fue creado el municipio de Itapiranga, contando en su área con el actual vila de Balbina.
En 10 de diciembre de 1981, por la Enmienda Constitucional nº 12, es creado el municipio de Presidente Figueiredo, con territorios desglosados de Nuevo Airão (su parte en el extremo leíste, limítrofe la Manaus) y de Itapiranga (Vila y alrededores de Balbina), así como áreas adyacentes de los municipio de Silves y Urucará. La instalación del municipio se realizó con las elecciones generales de 1982 y consecuentemente con la posesión del alcalde y concejales en enero de 1983.

### Construcción de la hidroeléctrica de Balbina

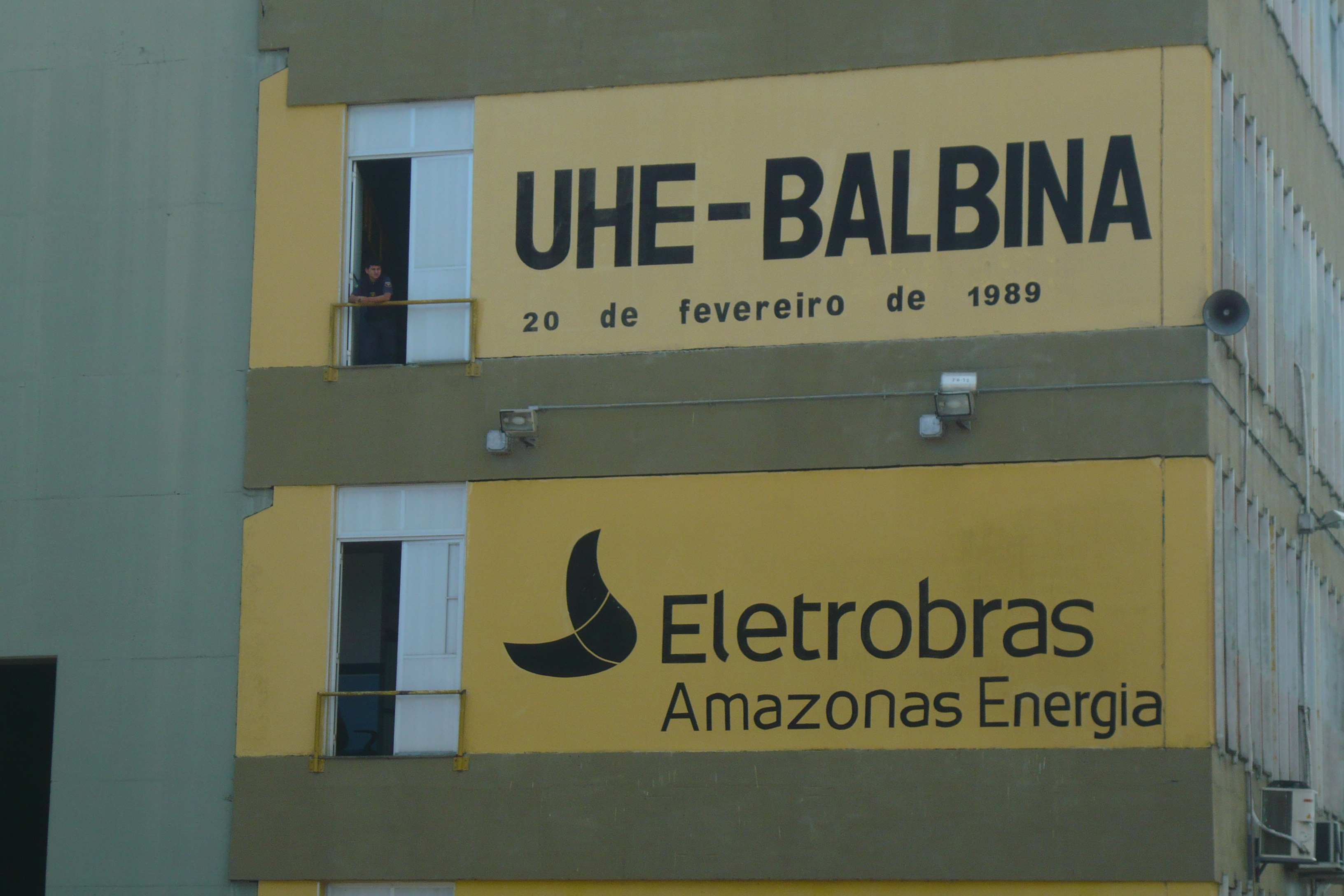
Hidroeléctrica de Balbina

Durante el fin de la dictadura militar brasileña, era necesaria la construcción de una central hidroeléctrica para el suministro de energía eléctrica para sostener el crecimiento de la ciudad de Manaus, la idea de construir una planta hidroeléctrica en la zona conocida localmente como Balbina, en la época un pequeño pueblo de pescadores y agricultores, el proyecto, ha sido cuestionado por los científicos, ecologistas, habitantes indígenas, locales y por los medios brasileños de comunicación, debido a fallos en el diseño que no incluye los impactos ambientales de la deforestación hasta la extinción de especies animales como el tamarino calvo y águila harpía, perseguido en la construcción del curso de la hidroeléctrica en la región, debido a las barreras controvertidas, estudios de impacto ambiental fueron ignorados y la planta fue inaugurada en febrero de 1989, después de llenar la presa sin la deforestación de los árboles de la selva de Amazonas, se produjo una acumulación de metano envenenando el agua y emitiendo a las atmósfera enormes cantidades, convirtiendo el municipio de Presidente Figueiredo, en una de las ciudades más contaminadas del mundo.

## Geografía

### Municipios limítrofes
Presidente Figueiredo limita con seis municipios, además del estado de Roraima. Son ellos: Urucará, São Sebastião do Uatumã, Itapiranga, Rio Preto da Eva, Manaus y Nuevo Airão. al leíste; Beruri al sur; Anamã y Caapiranga al oeste; y Nuevo Airão al norte y noroeste.

### Distritos
- Balbina
- Pitinga

### Regiones
Presidente Figueiredo está dividido en cinco regiones administrativas llamadas de zones. Son ellos:
- Zona Suroeste
- Zona Oeste
- Zona Sur
- Zona Leíste
- Zona Norte